# Parasteatoda tepidariorum
Обыкновенный домашний паук или американский домашний паук — вид пауков рода Parasteatoda с космополитическим распространением. Изначальный ареал — тропики Южной и Центральной Америки, Мексики. Обыкновенные домашние пауки являются синантропными и живут в человеческих жилищах и рядом с ними. Обитает в домах, где строит сети в углах комнат, под мебелью, на заборах и пр. Обыкновенный домашний паук активен в течение всего года. Не агрессивен, кусает человека крайне редко.

## Описание
Цвет обыкновенных домашних пауков варьируется от коричневого до почти чёрного, часто с узорами разных оттенков на теле. Длина самок обычно составляет от 4,5 до 6 мм, а длина самцов обычно составляет от 3,8 до 4,7 мм; размер пауков с широко расставленными лапками достигает до 2,5 см. Первая пара лап почти в три раза длиннее самого тела. Зрение слабое, паук не может обнаружить никакого движения на расстоянии более 7-10 см. Они не агрессивны, однако при грубом обращении они могут укусить, место укуса может болеть в течение дня или около того. Их яд не настолько опасен для человека, как яд чёрной вдовы.

## Жизненный цикл
Этот вид может жить около года. Самки подвешивают свои коконы в паутине; у коконов желтовато-коричневый бумажный внешний слой. Каждый кокон содержит от 150 до 200 яиц, при этом одна самка производит 15-20 коконов за свою жизнь. Паучки остаются в гнезде в течение нескольких дней после выхода из кокона. Из гнезда паучки разлетаются на шелковых нитях, которые несут воздушные потоки.

## Ареал
Обыкновенный домашний паук обитает практически по всей планете. Пауки используют любое место, которое обеспечит им достаточное кол-во пищи, нужную влажность и тепло. При нехватке пищи паук идёт искать новое место для постройки паутины. Заброшенные паутины покрываются пылью и различным мусором.

## Образ жизни
Основная пища — насекомые и беспозвоночные (мухи, пауки, комары, гусеницы, сверчки, осы, слепни, жуки, тараканы, цикады, сенокосцы, клещи). Как только его пища высыхает, паук обычно выбрасывает её на землю, чтобы освободить место в своей паутине, вместо того, чтобы разрушать и восстанавливать её или менять свое местоположение. Обыкновенные домашние пауки сами становятся жертвами трех видов пауков: пиратские пауки (Mimetus), а также два вида прыгающих пауков ‒ Phidippus audax и Platycryptus undatus. Клоп-убийца (Stenolemus lanipes), по-видимому, питается исключительно паучками этого вида, но также может стать добычей взрослого паука.
Отдыхает вне паутины или на её краю. Добычу ждет в середине паутины, а как только добыча попадает в сеть, бросает на неё липкие нити, чтобы жертва запуталась ещё больше, а потом подтягивает её в центр паутины. Одна часть паутины сплетена более плотно, чем остальная часть паутины. Эта часть также покрыта дополнительным слоем шелка, придающим устойчивость. Домашний паук стоит в этой части паутины, но не строит шатровую структуру, как это делают многие пауки. Когда паутина строится на открытом пространстве, паук часто уносит небольшой кусочек листа в паутину, под которой он прячется. В отличие от большинства домовых пауков, которые бродят по дому весной (если это самец) или ищут убежища от первых холодов осенью (если это самка), американских домовых пауков обоих полов можно встретить в середине зимы, в углах стен или под подоконником. Обыкновенные домашние пауки обладают нейротоксическим ядом. Однако их укусы менее серьёзны, чем у других пауков семейства Theridiidae и эти пауки не считаются опасными для человека.

## Подвиды
В Мьянме в 1895 году Тамерланом Тореллем по самке описан подвид Parasteatoda tepidariorum australis.

## Галерея

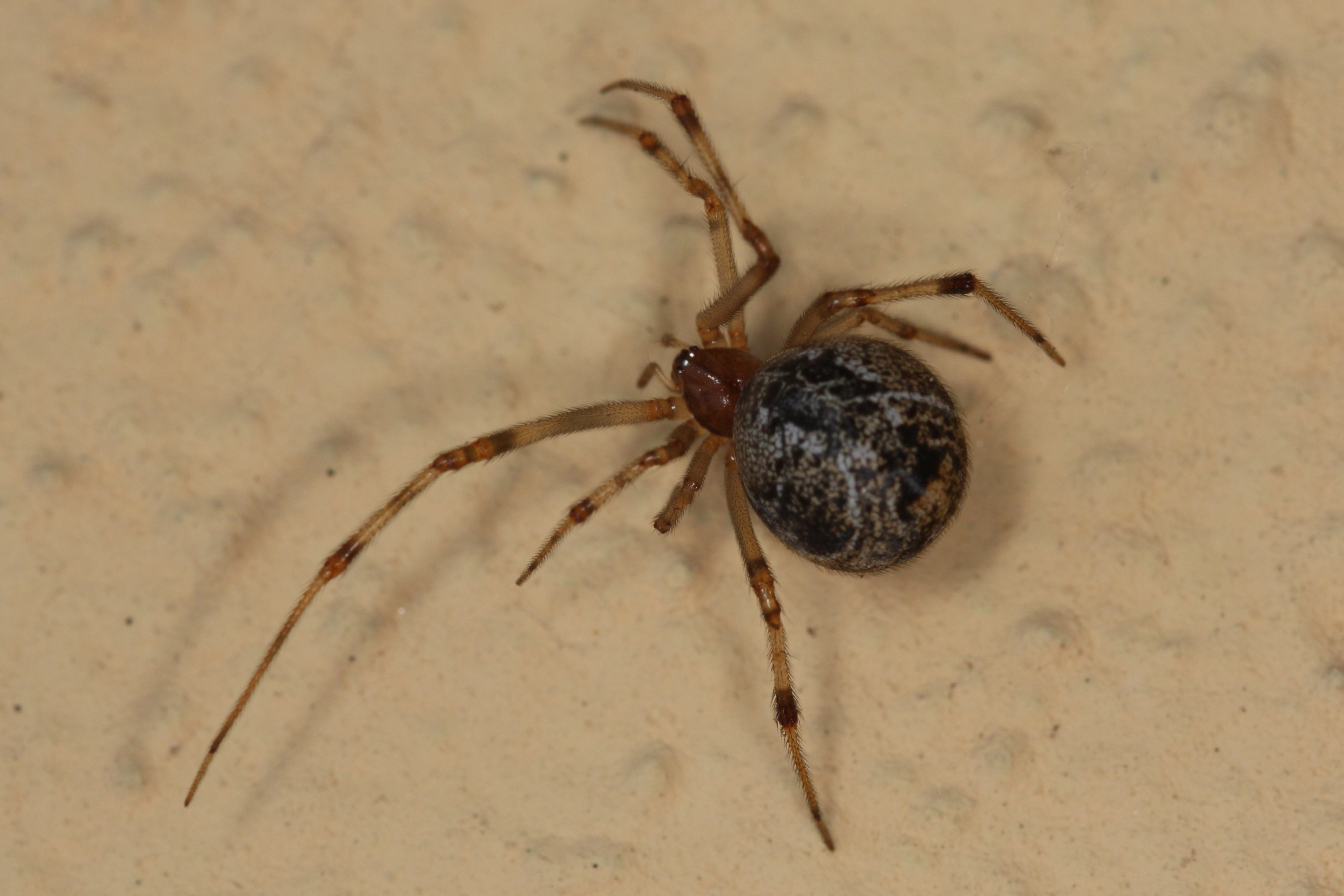
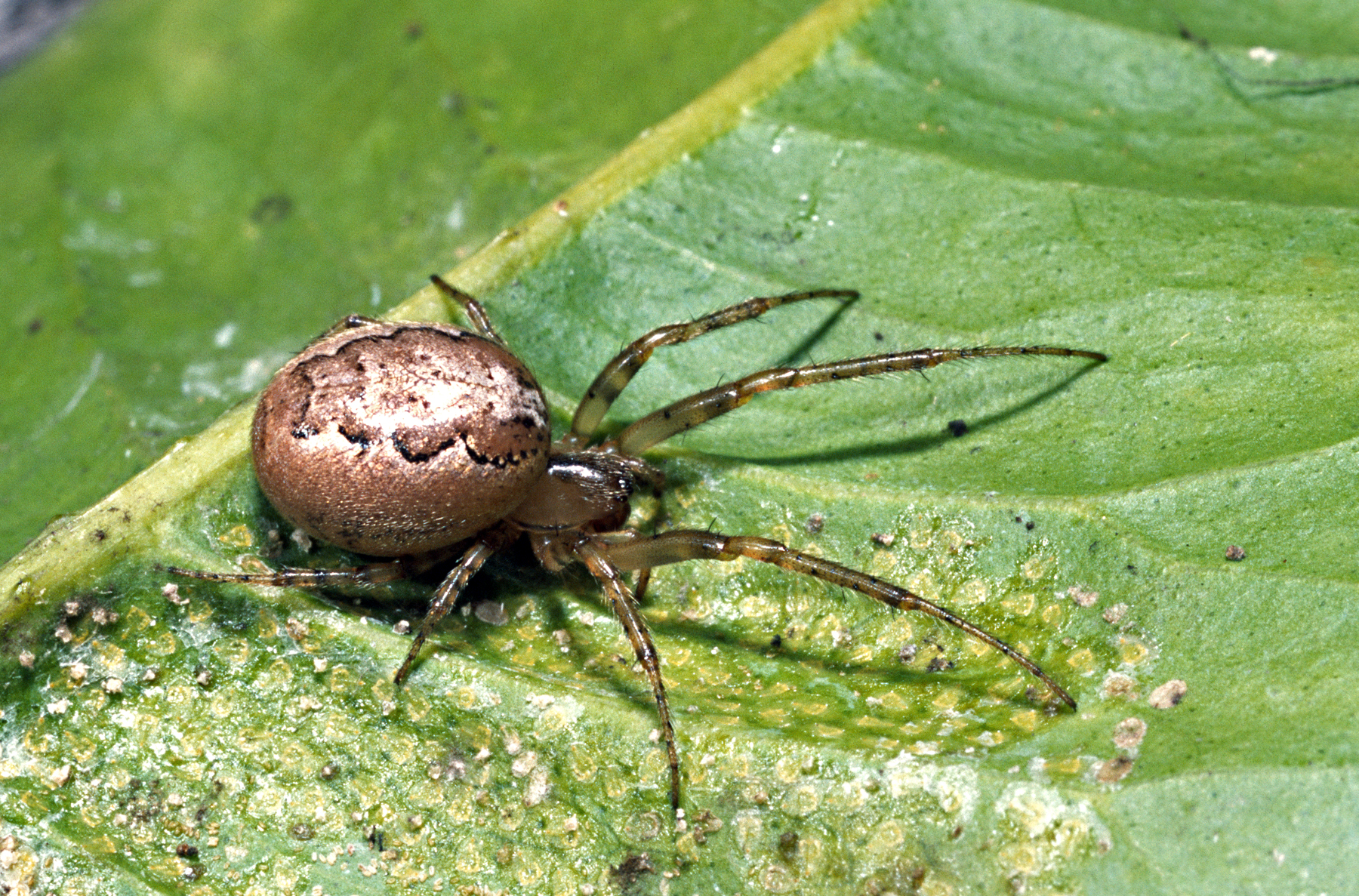
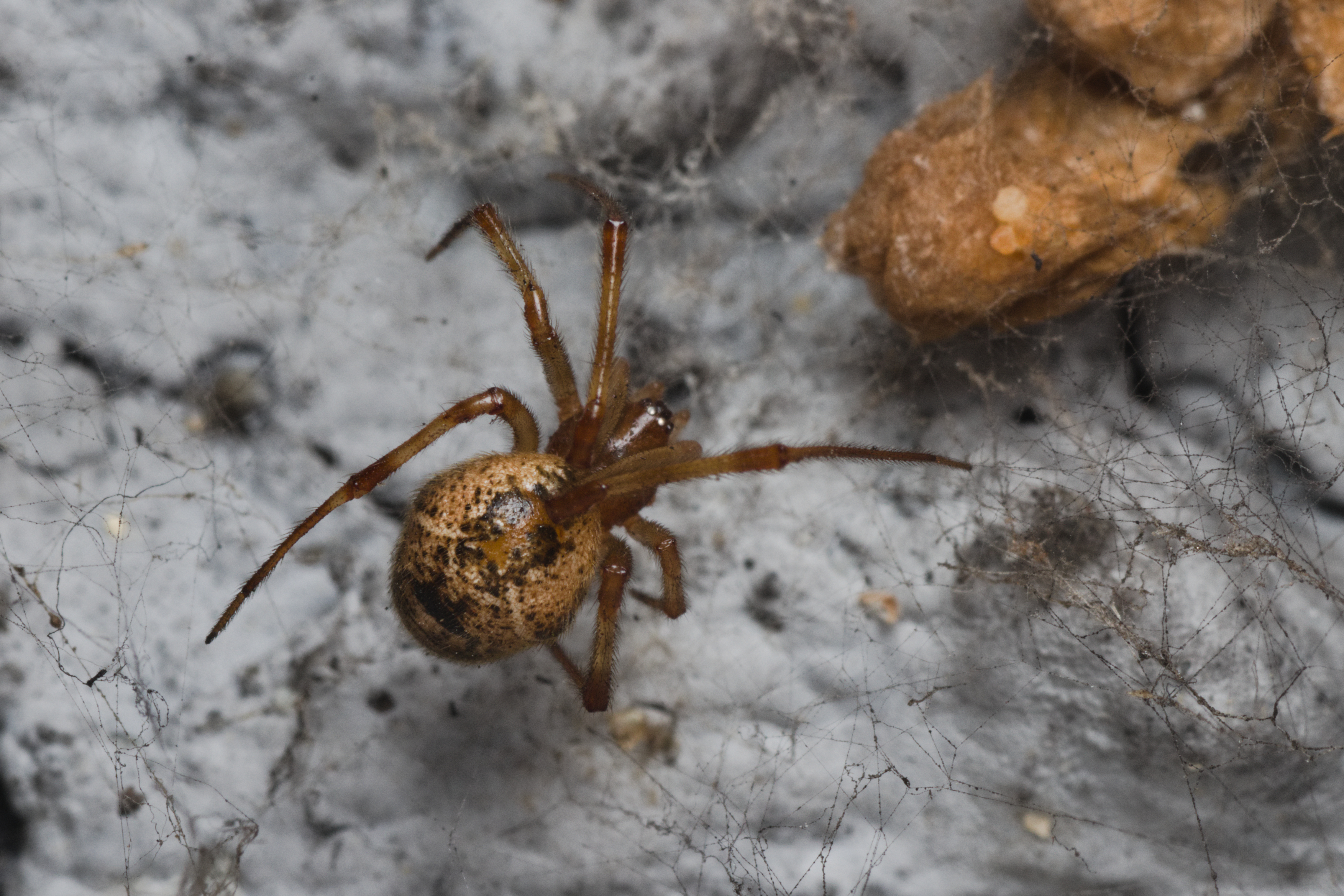
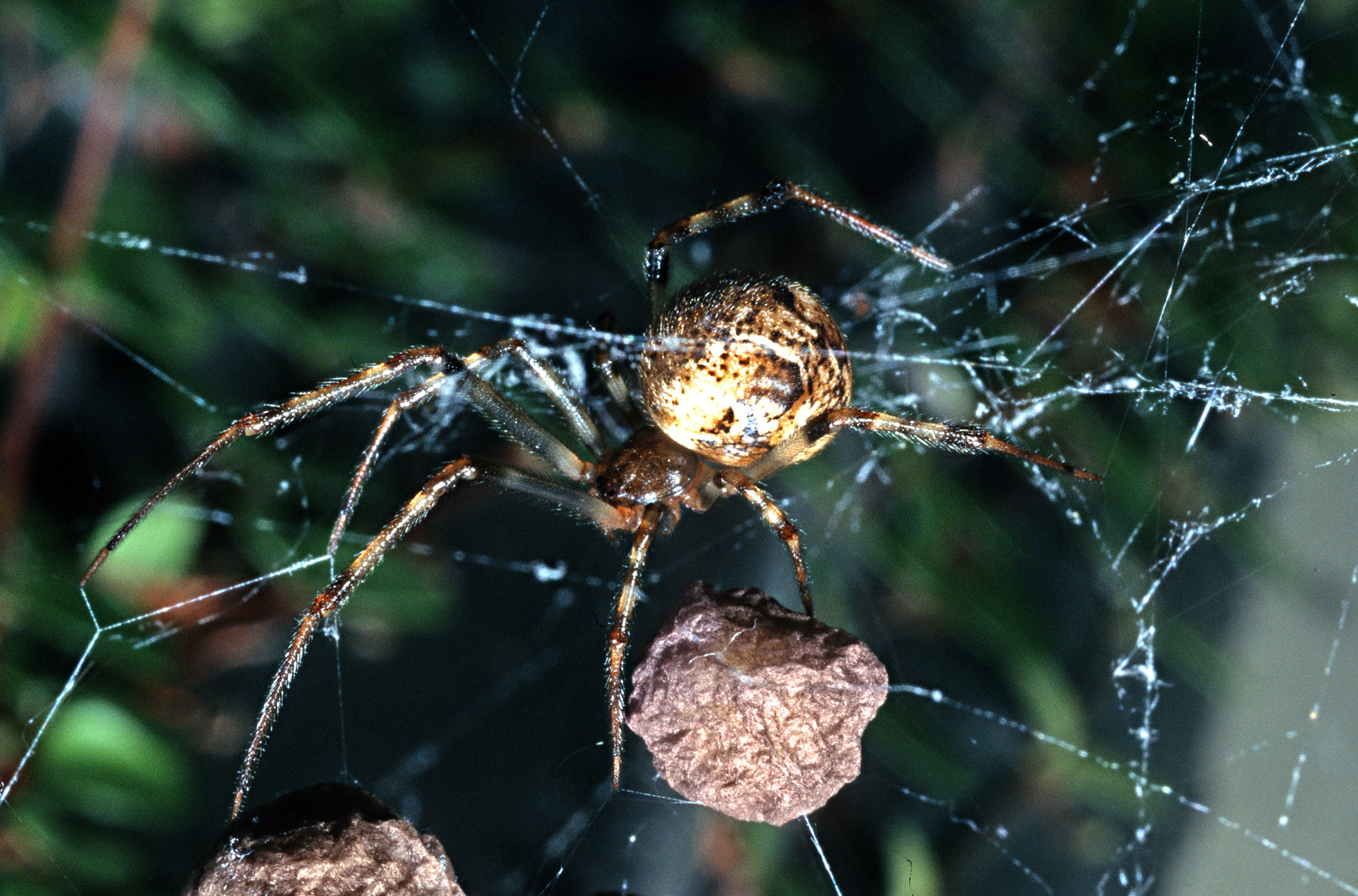
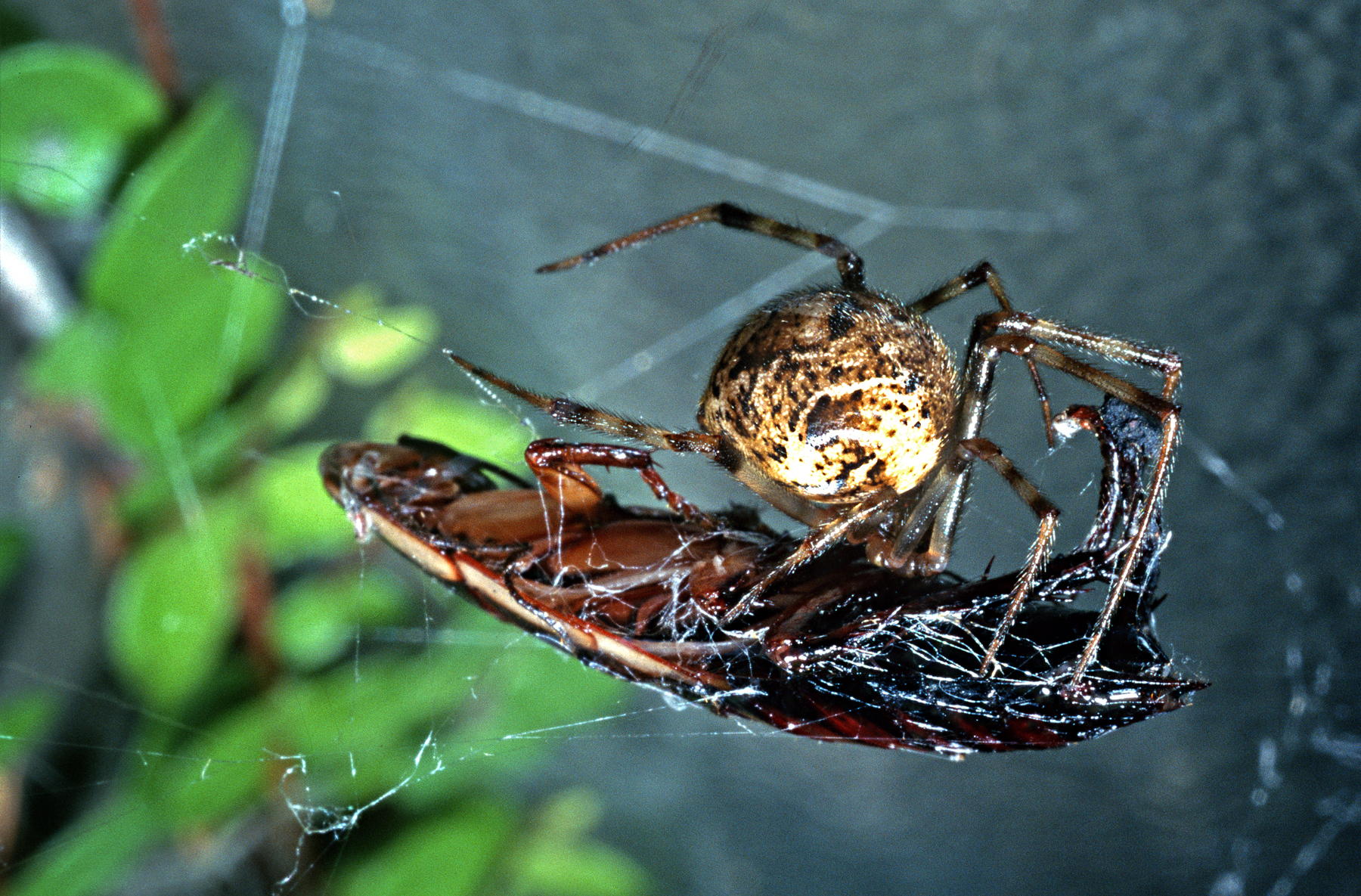
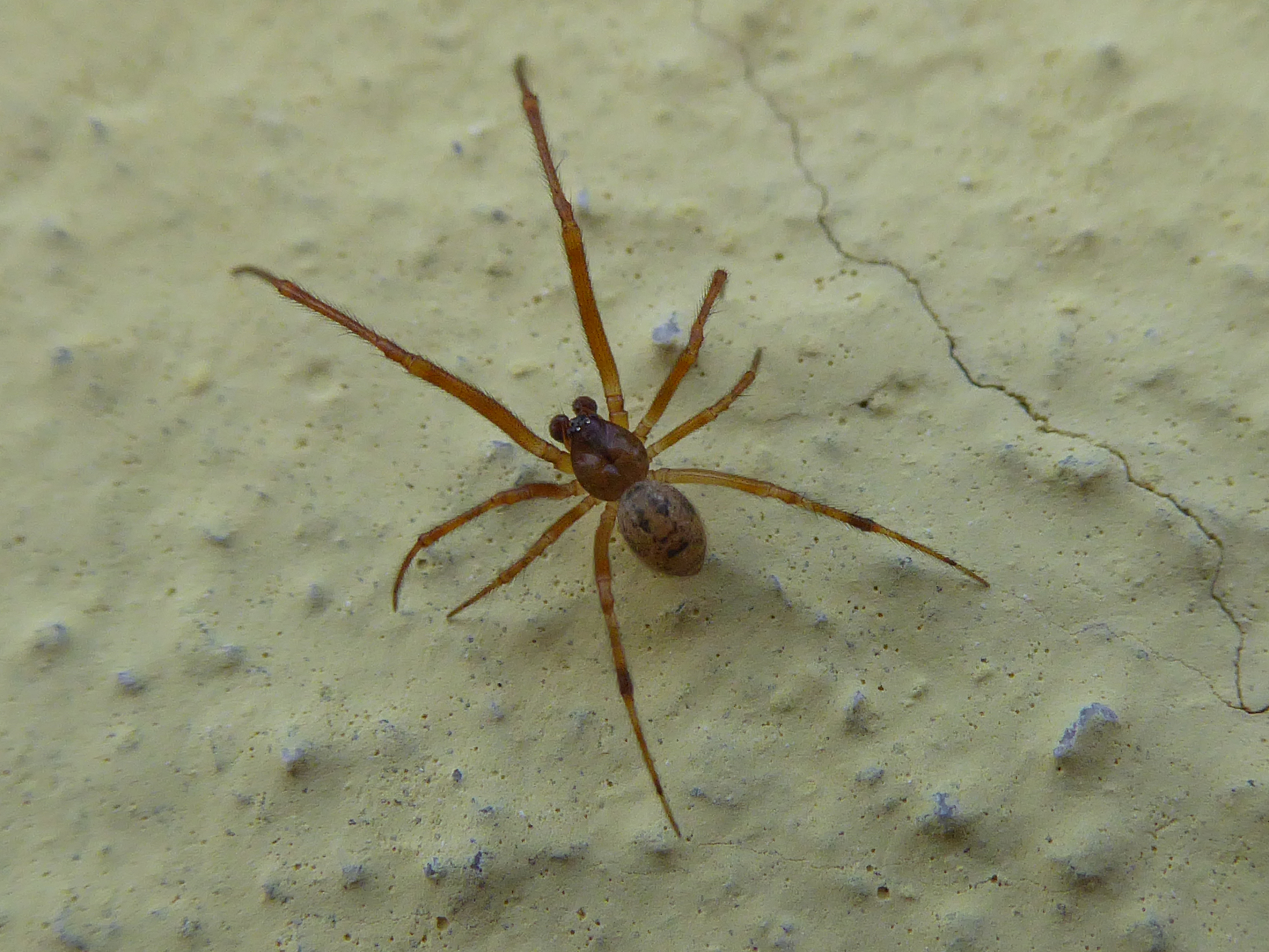